# Observatoire du Mauna Loa
L'observatoire du Mauna Loa, en anglais Mauna Loa Observatory (MLO), est un observatoire atmosphérique des États-Unis situé à Hawaï, construit en 1956 à 3 397 mètres d'altitude sur le Mauna Loa, le plus haut volcan de Big Island.

## Activités scientifiques
Depuis 1957 et de façon continue depuis 1958, il mesure la teneur en dioxyde de carbone dans l'atmosphère, données utilisées pour obtenir la courbe de Keeling.
Géré par la National Oceanic and Atmospheric Administration, il est appuyé par un bureau situé à Hilo, ouvert en 1959.